# Крусејдер тенк
Крусејдер тенк је био један од главних крстарећих тенкова Уједињеног Краљевства током Другог светског рата. Крусејдер је био можда најзначајнији британски тенк током кампање у северној Африци. Направљено је преко 5.300 Крусејдера.

## Историја
1939. године Нуфилду је понуђено да да узме учешћа у производњи А13, касније Ковенантер тенка, који је још био у фази дизајна. Нуфилд је међутим одабрао да развија сопствену верзију А13 дизајна. Овај нови тенк је прихваћен под ознаком Крусејдер и добио је спецификацију А15. Иао се често сматра да је Крусејдер унапређена верзија Ковенантера, то су заправо били паралелно дизајнирани тенкови. И поред каснијег старта прототип Крусејдера био је спреман шест недеља пре првог Ковенантера.
За разлику од ранијих Кристи крстарећих тенкова (тип вешања Кристи), Крусејдер је имао пет точкова са сваке стране ради правилнијег распореда тежине. Имао је другачији мотор од Ковенантера, другачији управљачки систем и конвенционални систем хлађења са хладњацима у одељку за мотор. На левој страни предњег дела шасије, где се налазио хладњак Ковенантера, била је смештена мала ручно покретана купола у којој је био Беса митраљез. Била је изузетно незгодна за употребу и често је склањана на терену или није коришћена. Главна купола била је иста на оба модела.

## Борбена историја
Прве борбе у којима је тенк учествовао биле су током операције Бетлекс и одиграо је главну улогу у наредној операцији Крусејдер која је по њему и названа. Крусејдер је убачен у борбу пре него што су све грешке у првобитном дизајну биле отклоњене. Због тога је, за време његовог првог борбеног ангажовања у Операцији Бетлекс, у јуну 1941. године, више Крусејдера заробљено од стране Немаца због механичких кварова него због борбених оштећења. 
Иако је Крусејдер био бржи од било ког тенка против кога се борио, потенцијал му је био лимитиран релативно слабим топом од 2 фунте, танким оклопом и механичким проблемима. Посебан проблем био је недостатак високоексплозвне муниције, која је постојала али није била испоручена. Тенковске снаге сила Осовине развиле су изузетно ефикасну тактику напада на британске тенкове, тако што су се повлачиле иза заштите низа скривених противтенковских топова. Пошто су топови били изван домета митраљеза а није било високоексплозивне муниције тенкови су имали избор између повлачења под ватром или покушаја да се приближе топовима, што је опет могло резултовати великим губицима. 
После завршетка кампање у северној Африци, Крусејдер је коришћен за секундарне задатке пошто су на располагању били бољи тенкови попут Шермана и Кромвела. Крусејдери су коришћени за монтирање противавионског наоружања и за преовоз топова све до краја рата.

## Варијанте

### Крусејдер I (Крузер Mk VI)
Оригинална верзија. Помоћна купола је често уклањана.
- Крусејдер I ЦС (Крузер Mk VI ЦС) (Блиска подршка) је имао монтирану хаубицу од 76 mm у куполи уместо стандардног топа.

### Крусејдер II (Крузер Mk VIA)
Крусејдер II је имао појачани оклоп на предњем делу трупа и куполе. Помоћна купола је такође често склањана.
- Крусејдер II ЦС (Крузер Mk VIA ЦС) блиска подршка, монитрана хаубица од 76 mm.
- Постојала је командна верзија са лажним топом и два радио предајника.

### Крусејдер III
Услед одлагања производње Кавалир тенка, Крусајдеру је уграђен нови 6-pounder, и то је био први британски тенк са овим топом. Већи топ смањио је простор у куполи па је број чланова посаде смањен на 3, а командир је уједно био и пуњач. Крусејдер III је први пут употребљен у другој бици код Ел Аламејна.
- Постојала је и осматрачка верзија са лажним топом и 3 радија.

### Крусејдер III, AA Mk I
Топ је замењен Бофорс противавионским топом од 40 mm са аутопуњењем и отвореном електричном куполом. Број чланова посаде био је четири.

### Крусејдер III, AA Mk II / Mk III
Крусејдер наоружан са двоструким Ерликон 20 mm топом за противавионску употребу. Mk III је само имао различит положај радија. Верзија са троструки Ерликон топом је била произведена у врло ограниченим количинама. Услед савезничке премоћи у ваздуху противавионске верзије нису много коришћене у борби.
|  |  |

### Крусејдер II, Шлепер топова Mk I
Труп Крусејдер тенка са једноставном кутијастом структуром која је коришћена за превоз Ordnance QF 17 pounder противтенковских топова.

### Крусејдер АРВ Mk I
Возило за скупљање оклопних возила базирано ан трупу Крусејдера без куполе. Један прототип израђен 1942. године.

### Крусејдер самоходни топови
- Послератна верзија, израђена вероватно само ради тестирања са 5.5 инчним топом у предњем делу, окренутим позади.
- Неки Крусејдери продати после рата Аргентини су прерађени у самоходне топове са француским 75 mm или 105 mm топовима.

### Додатна опрема
- Против-мински додатак (AMRA) Mk Id - четири тешка ваљка причвршћена на рам. Тежина је могла бити повећана додавањем воде, песка итд.
- Опрема за плутање, два понтона прикачена са стране трупа, специјалне лопатице прикачене за гусенице и цирада постављена преко отвора за хлађење.